# 홍현택
홍현택(2006년 3월 6일~)은 대한민국의 배우이자 모델이다.
2009년 3월 24일(만3세 시절)에 《현대해상》이라는 CF 광고 작품을 통하여 키즈 모델로 첫 데뷔를 하였다.

## 출연

### 방송

#### 드라마
- 2011년 MBC 《나도, 꽃!》 - 한아인 역
- 2011년~2012년 MBC 《애정만만세》 - 어린 변동우 역 (이태성 아역)
- 2011년 MBC 《절정》 - 넷째 이원조 역
- 2012년 MBC 《해를 품은 달》 - 원자 역
- 2012년 KBS2 《넝쿨째 굴러온 당신》 - 어린 방귀남 역 (유준상 아역)
- 2012년 MBC 《골든 타임》 - 이세민 역
- 2012년 MBC 《아들 녀석들》 - 한다빈 역
- 2013년 KBS2 《왕가네 식구들》 - 허방통 역
- 2014년 tvN 《연애 말고 결혼》 - 어린 한여름 역 (정진운 아역)
- 2014년 KBS2 《가족끼리 왜 이래》 - 차인우 역
- 2015년 KBS2 《너를 기억해》 - 어린 이현 역 (서인국 아역)
- 2016년 KBS1 《장영실》 - 어린 세종 이도 역 (김상경 아역)

#### 시트콤
- 2012년 채널A 《니가 깜짝 놀랄만한 얘기를 들려주마》 - 홍현택 역